# Acanthopsyche hampsoni
Acanthopsyche hampsoni is een vlinder uit de familie van de zakjesdragers (Psychidae). De wetenschappelijke naam van de soort is voor het eerst geldig gepubliceerd in 1894 door Bethune-Baker.